# The Underworld Awaits Us All
The Underworld Awaits Us All è il decimo album in studio del gruppo musicale statunitense Nile, pubblicato il 23 agosto 2024 tramite Napalm Records.

## Descrizione
Il disco segna un parziale cambio di line-up, con il bassista Dan Vadim Von (già membro dei Morbid Angel) che subentra a Brad Parris.

## Tracce
1. Stelae of Vultures – 6:19
2. Chapter for Not Being Hung Upside Down on a Stake in the Underworld and Made to Eat Feces by the Four Apes – 3:50
3. To Strike with Secret Fang – 1:58
4. Naqada II Enter the Golden Age – 5:27
5. The Pentagrammathion of Nephren-Ka – 1:18
6. Overlords of the Black Earth – 4:44
7. Under the Curse of the One God – 4:45
8. Doctrine of Last Things – 4:39
9. True Gods of the Desert – 7:08
10. The Underworld Awaits Us All – 8:36
11. Lament for the Destruction of Time – 4:50

## Formazione
Gruppo
- Karl Sanders – chitarra, tastiera, voce
- Brian Kingsland – chitarra, voce
- Zach Jeter – chitarra, voce
- Dan Vadim Von – basso, voce
- George Kollias – batteria, percussioni